# Esquirol volador de Travancore
L'esquirol volador de Travancore (Petinomys fuscocapillus) és una espècie de rosegador de la família dels esciúrids. Viu a Índia i Sri Lanka, on se'l troba a altituds d'entre 500 i 2.000 msnm. Es tracta d'un animal nocturn i arborícola. El seu hàbitat natural són els boscos perennifolis, caducifolis i de montà. Està amenaçat per la destrucció del seu entorn per la tala d'arbres i l'expansió de l'agricultura i les zones urbanes.